# 汪利平
汪利平（1964年11月—），安徽黟县人，中国人民解放军少将。
曾任二炮工程设计研究院政委。2014年3月，任第二炮兵51基地政治委员。2016年7月，改任火箭军55基地政治委员。2017年3月，出任新调整组建的火箭军第63基地政治委员。同年8月，任中央军委政治工作部主任助理，并曾兼任国务院扶贫开发领导小组副组长、全国双拥工作领导小组副组长。2020年12月，升任陆军副政治委员。2021年6月，汪利平与高伟中将对调，出任武警部队政治工作部主任。2022年4月降职为宁夏军区领导。
2015年7月晋升少将军衔，2020年12月晋升中将军衔。2022年4月降为少将军衔。中共十九届中央纪委委员。